# The Bondman (film 1916)
The Bondman è un film muto del 1916 diretto da Edgar Lewis.

## Produzione
Il film fu prodotto dalla Fox Film Corporation.

## Distribuzione
Distribuito dalla Fox Film Corporation, il film uscì nelle sale cinematografiche USA il 20 marzo 1916.